# Flora Thompson

Flora Thompson um 1896

Flora Jane Thompson (* 5. Dezember 1876 in Juniper Hill, Oxfordshire, Großbritannien; † 21. Mai 1947 in Brixham, Devon, Großbritannien) war eine englische Dichterin, die vor allem durch ihre autobiographische Schilderung der Sozialgeschichte der ländlichen Bevölkerung in ihrer Trilogie Lark Rise to Candleford bekannt geworden ist.
Sie wuchs in Juniper Hill im Nordosten Oxfordshires als ältestes von sechs Kindern des Steinmetzes Albert Timms und seiner Frau Emma Timms auf. Sie ging in Cottisford zur Schule und arbeitete in verschiedenen Postämtern in Oxfordshire und Hampshire und zog dann nach Bournemouth. 1903 heiratete sie John William Thompson und bekam zwei Söhne und eine Tochter. 

## Werke

### Gedichte
- Bog Myrtle and Peat (1921)

### Romane
- Lark Rise (1939)
- Over to Candleford (1941)
- Candleford Green (1943)
- Lark Rise to Candleford (1945)
- Still Glides the Stream (1948)
- Heatherley (Dies ist eine ebenfalls autobiographisch orientierte Fortsetzung von Lark Rise to Candleford, geschrieben 1944, posthum veröffentlicht in A Country Calendar 1979)
- Gates of Eden (eine Fortsetzungsserie in The Peverel Monthly, die nie als Buch erschien)

### Naturbeobachtungen
- The Peverel Papers (1986)